# 右扶風
右扶風（ゆうふふう）は、古代中国の官職名、またはその治める行政区域名。
漢代に置かれ、長安周辺の県を統治した。官秩は二千石。
秦のとき、首都周辺を統治するのは内史であった。項羽により雍国とされ、紀元前205年（高祖2年）に中地郡として漢に編入された。紀元前198年（高祖9年）に内史に戻された。紀元前155年（景帝前2年）に内史は左右に分割された。さらに紀元前104年（武帝の太初元年）に右内史は右扶風及び京兆尹とされ、左内史は左馮翊と改名された。また、『漢書』百官公卿表上においては、右扶風は主爵都尉（主爵中尉）を改名したものだとされているが、主爵都尉は列侯を掌ると記されており、県を統治する右扶風との関係は不明である。県を統治すると言う点では郡と同格だが、人口が多く、前漢においては役所が帝都長安にあり、さらに中央官庁の1つとして数えられ、宰相候補生の適性を見る場にもなる顕職であった。
後漢では洛陽に遷都したため、右扶風の呼称はそのままであったが、その地位は下落した。
西暦2年（元始2年）の統計によれば、右扶風は渭城・槐里・鄠・盩厔・斄・郁夷・美陽・郿・雍・漆・栒邑・隃麋・陳倉・杜陽・汧・好畤・虢・安陵・茂陵・平陵・武功の21県を管轄し、戸数216,377、人口836,070であった。140年（永和5年）の統計によれば、右扶風は槐里・安陵・平陵・茂陵・鄠・郿・武功・陳倉・汧・隃麋・雍・栒邑・美陽・漆・杜陽の15県を管轄し、戸数17,352、人口93,091であった。
三国時代の魏のとき、右扶風は扶風郡と改められた。
なお、後漢初期の功労者の馬援をはじめ、その後裔筋である後漢末の馬融とその族子の馬日磾と、その同族に当たる『三国志』の群雄として著名な馬騰・馬超父子らの本籍が右扶風茂陵県である。